# آیلتون (بازیکن فوتبال، زاده ۱۹۷۳)
آیلتون گونزالوس دا سلیوا (به پرتغالی: Aílton Gonçalves da Silva) بازیکن فوتبال در پست مهاجم اهل برزیل است که در شهر Mogeiro و در تاریخ ۱۹ ژوئیهٔ ۱۹۷۳ به دنیا آمده‌است.

## باشگاهی
آیلتون گونزالوس دا سلیوا در تیم‌های فوتبال وردر برمن، باشگاه ورزشی اینترناسیونال، شالکه ۰۴، سانتاکروز، بشیکتاش، هامبورگ، ستاره سرخ بلگراد، گراس‌هاپر زوریخ، ام‌اس‌وی دویسبورگ و متالورگ دونتسک سابقهٔ حضور دارد.

## ماجرای تابعیت قطر
قطری‌ها آیلتون را به عنوان یکی از هدف‌های اصلی‌شان انتخاب کردند. او که در بازی‌های بوندس‌لیگا به عنوان آقای گلی دست پیدا کرده بود هرگز در تیم ملی برزیل بازی نکرده بود و قطری‌ها قصد داشتند با پرداخت یک میلیون دلار تابعیت قطری به او بدهند. فیلیپ تروسیه مربی وقت تیم ملی قطر در این رابطه گفت: این موضوع اصلاً عجیب نیست و ۸۰ درصد تیم من در قطر متولد نشده‌اند. اما فیفا مانع این موضوع شد و میزان سال‌های بازی در یک کشور برای تغییر تابعیت را به ۵ سال تغییر داد.